# 普卢格纳
普卢格纳（法語：Plouguenast，法語發音：[pluɡna]）是法国阿摩尔滨海省的一个旧市镇，位于该省中部偏东南，属于圣布里厄区。2019年1月1日，普卢格纳和相邻的朗加合并为新市镇普卢格纳-朗加（Plouguenast-Langast），并成为政府驻地。

## 地理
普卢格纳（48°16'53"N, 2°42'16"W）面积35.12 平方千米，位于法国布列塔尼大區阿摩尔滨海省，该省份为法国西北部沿海省份，位于布列塔尼半岛北部，北濒大西洋英吉利海峡，西接菲尼斯泰尔省，南至莫尔比昂省，东临伊勒-维莱讷省。
与普卢格纳接壤的市镇（或旧市镇、城区）包括：戈松、朗加、拉莫特、普莱米、普勒克-莱尔米塔日。
普卢格纳的时区为UTC+01:00、UTC+02:00（夏令时）。

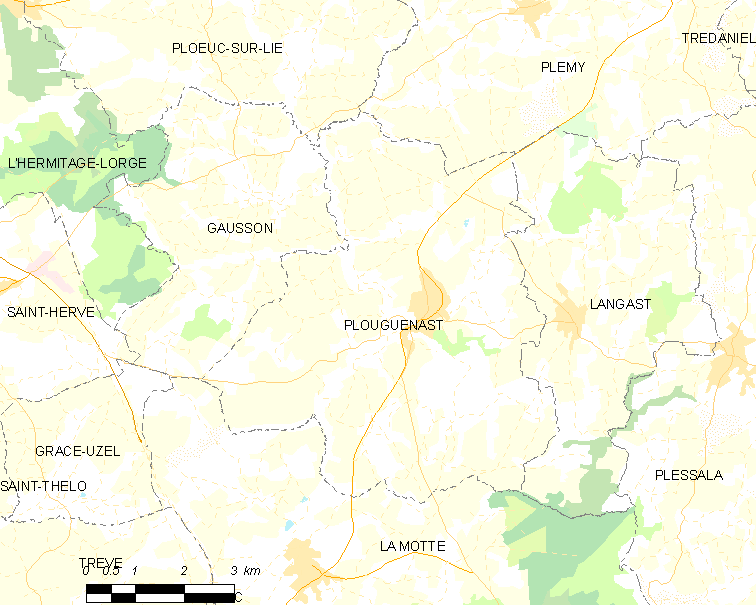
普卢格纳的OSM定位图

## 行政
普卢格纳的邮政编码为22150，INSEE市镇编码为22219。

## 政治
普卢格纳所属的省级选区为盖莱当县。

## 人口

1962-2008年间普卢格纳人口变化图示

普卢格纳于2018年1月1日时的人口数量为1886人。